# 西班牙坂
西班牙坂可以指：
1. 位於東京都澀谷區宇田川町內的坡道（日语：坂）。本條目主要解說此項。
2. 連接東京都港區六本木一丁目的六本木通（日语：東京都道412号霞ヶ関渋谷線）與西班牙大使館的坡道。

西班牙坂是東京都澀谷區宇田川町內一條坡道的暱稱，其位於井之頭通與澀谷PARCO百貨之間，總長近100m的緩昇坡，北側為階梯。階梯的傾斜角度為22°，落差約3.5公尺，總階數23，幅寬3.3至3.6公尺，長度約12公尺。
1975年，咖啡店「阿羅比花」的店長受到PARCO的委託，而起了這個名字。自從該坡道定名之後，周圍的商店街逐漸地轉變為南歐風格。沿路上主要經營產業為雜貨店、衣飾用品店、飲食店，於坡道上並有電影院CINEMARISE、遊樂中心。 
在澀谷PARCO百貨Part1的一樓，有一間1993年開業的TOKYO FM的「澀谷西班牙坂播音室」。

## 外部連結
- （日語）
- （日語）